# 中德关系
中德关系（德語：Chinesisch-deutsche Beziehungen）指中国和德国之间的外交关系。中德从19世纪末开始进行直接的交流。刚刚完成统一的德意志帝國参加了八國聯軍。之后，中德持续了大约30年的合作关系，直到在第二次世界大战中敌对。二战结束之后，德国战败，被分裂为两个国家，即民主德国和联邦德国，分别与中华人民共和国建交于1949年10月27日和1972年10月11日。1990年，冷战进入尾声，兩德統一，中德关系进入迅速发展阶段。目前中德關係被雙方定義為「全方位戰略夥伴關係」。

## 歷史

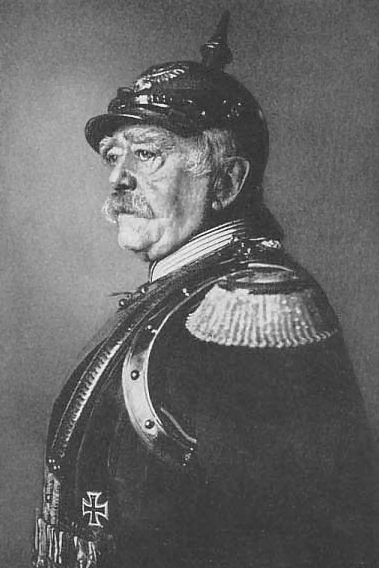
普魯士王國首相：奥托·冯·俾斯麦

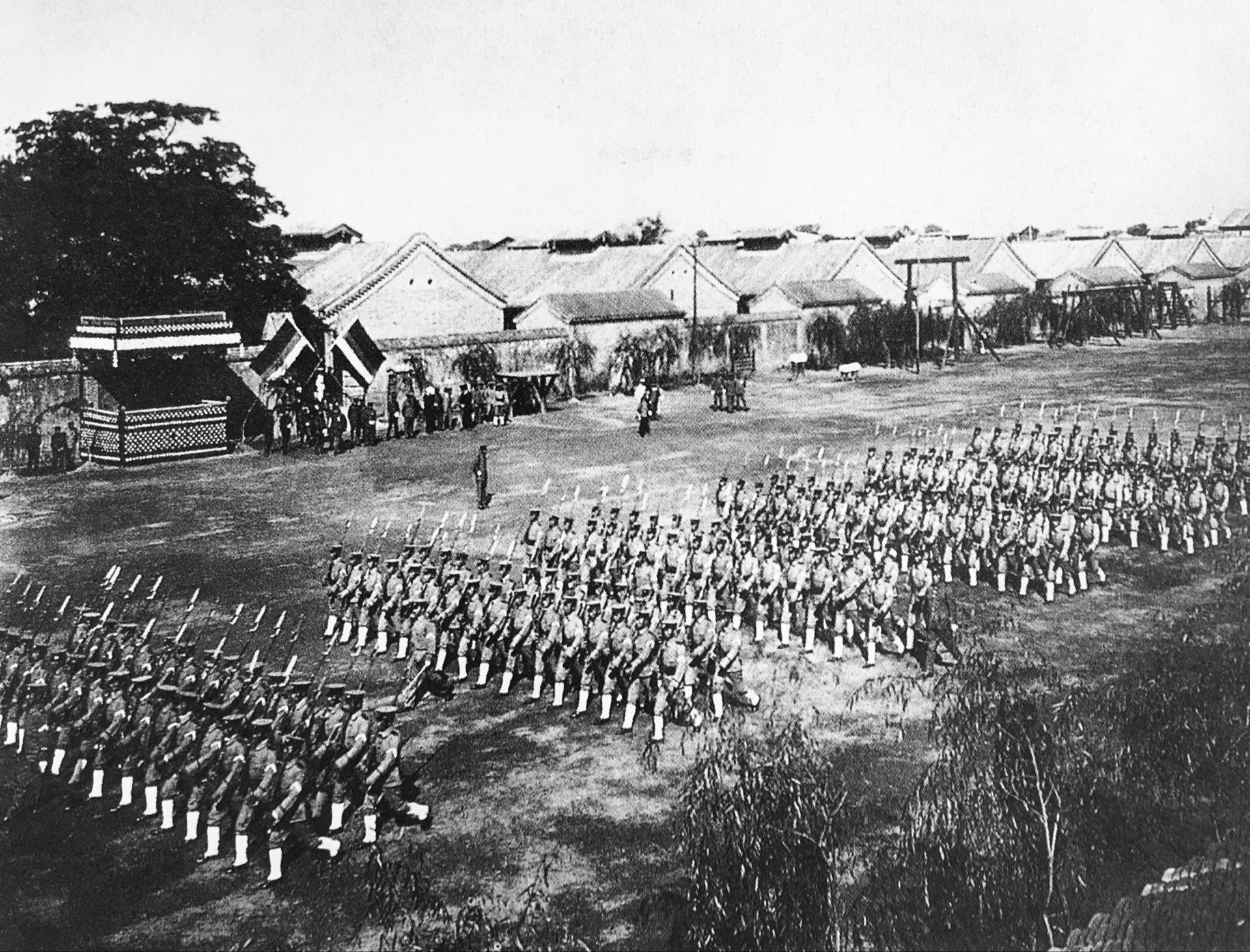
正在訓練中的北洋新軍

### 早期接觸－1911年
17世紀神聖羅馬帝國的湯若望，是在中國終老的德國科隆籍傳教士。
18世紀最早的中德贸易线从陆路经西伯利亚辗转到达普魯士王國。为了避免俄国政府沉重的通行税，德国尝试通过海路开拓东方贸易路线，1752年，埃姆登的王家普鲁士亚洲贸易公司商船“普鲁士国王”号在德国船长格来史克的指挥下抵达广州，成为中德贸易史上第一艘到达中国的德国商船。
1861年，普鲁士派出弗里德里希·楚·艾林波率領普魯士東亞考察團，与清政府参照中英中法《天津条约》，签订了《中德通商条约》，该条约使普鲁士及其代表的众多个德意志邦国与中国建立贸易关系。1871年，普鲁士统一德意志，建立德意志第二帝国。1877年4月，大清驻德公使馆落成。
19世纪晚期以前，中国同欧洲国家的贸易一直受控于英国。而普魯士王國首相奥托·冯·俾斯麦则热切希望在中国建立立足点，以平衡英国的影响。俾斯麦力排众议，为德中的航线设置了奖金。给予奖金的议案于1885年最终通过。同年，俾斯麦派出第一支德国银行业和工业考察团前往中国评估投资机会，这最终促成了1890年德华银行的建立。通过这些努力，德国于1896年继英国之后成为第二大对华贸易国。
在这段时期，与英法不同，德国并没有积极的表现出其对中国的帝国主义野心，而中国政府也将德国视作来帮助中国进行现代化发展的伙伴。1880年代晚期，克虏伯公司作为中国的合同商，负责修筑旅顺港和大沽炮台附近的一系列防御工事。北洋水师向德国订购了主力舰——定远级铁甲舰，以及经远号、来远号装甲巡洋舰。此外，德国军事教官帮助张之洞建立了“自强军”，并协助袁世凯培训了“新建陆军”。
德国对中国的援助不仅限于军事方面，也扩大到工业和技术交流领域。来自西门子公司、克虏伯公司的工程师帮助中国建立了近代的发电厂和钢铁工厂，例如汉阳铁厂。西门子公司的工程师在颐和园中安装了中国的第一批电灯，北京的第一家自来水厂使用的则是德国AEG电机和水泵。

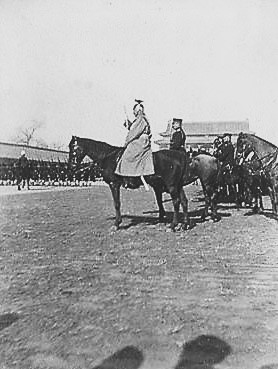
在北京紫禁城天安门前阅兵的八国联军统帅瓦德西男爵

1895年甲午战争失败後，中国第一次现代化的努力也告一段落。其后，德國首相俾斯麥對中國所採取相對怀柔的政策，在德意志皇帝威廉二世时期有翻天覆地的轉變，變得更具帝國野心。例如在甲午戰爭後的三國干涉還遼事件，德國协同法国、俄国，迫使日本归还辽东半岛。此外，在1897年11月发生曹州教案（巨野教案）後，威廉二世电令远东舰队，称“华人终于给我们提供了期待已久的理由和事件。舰队立即驶往胶州南部海岸，占领胶澳地区部分村镇，并采取严厉报复手段”，此事件即胶州湾事件。1898年3月，德国逼迫清朝与其签订《胶澳租借条约》，德國取得胶澳及其周边地区（今属青岛市）的99年租借權，以及山东省的开矿权和铁路铺设权。1898年5月，德国亨利亲王来华访问。
1900年，义和团事件爆发，德国驻华公使克林德被殺，威廉二世旋即下令進行軍事報復，中德關係跌落至最低点。事实上，义和团运动最先起于山东省，而山东省正是德国的势力范围。在义和团战争中，威廉二世要求德国軍隊让德国的声威广布中国，以至于再不会有哪一个中国人敢于对德国人侧目而视。克林德被杀之后，德国瓦德西将军出任八国联军第二任统帅。
根据1901年的《辛丑条约》，中国向与之交战的11国（参加联军的八国以及未出兵的西班牙、比利时、荷兰）赔款白银4.5亿两，其中德国获得9007万两，占赔款总额的五分之一。此外，清朝还派醇亲王载沣前往德国，就克林德公使被杀一事向德国谢罪，並在克林德被杀的东单路口树立牌坊以示纪念。
中德关系在《辛丑条约》後得到了一定程度的恢复。执掌清朝政权的慈禧太后试图依赖德国的先进工业和技术，实现1898年被她亲手中断的维新运动。在这段时期裡，德国对中国法律的影响也很大。在清朝灭亡前夕，中国的改革者仿照日本的先例，参照德国民法典，制订了清朝的第一部民法。尽管该法典在清朝灭亡前没有得到实施，但它成为随后成立的中华民国在1930年代颁布的民法典的基础，该法典不仅至今仍在台灣施行，而且影响了中国大陆的民法，例如1985年通过的《中华人民共和国民法通则》。
儘管如此，在第一次世界大戰前夕，中德關係再度變得疏遠。其中一個原因是德國在政治上被孤立，最明顯的例子是1902年英日同盟的成立和1907年英、法、俄三國協約的簽訂。正因如此，德國打算在1907年籌備德、中、美三國同盟，但這項建議始終無法成事。1907年（光绪三十三年），中德签订《中德商约十三款》。

### 1912年－1919年
1912年，中華民國正式成立，德國給予中國臨時政府600万马克的貸款，並表示可以向中国歸還山東的铁路权益。

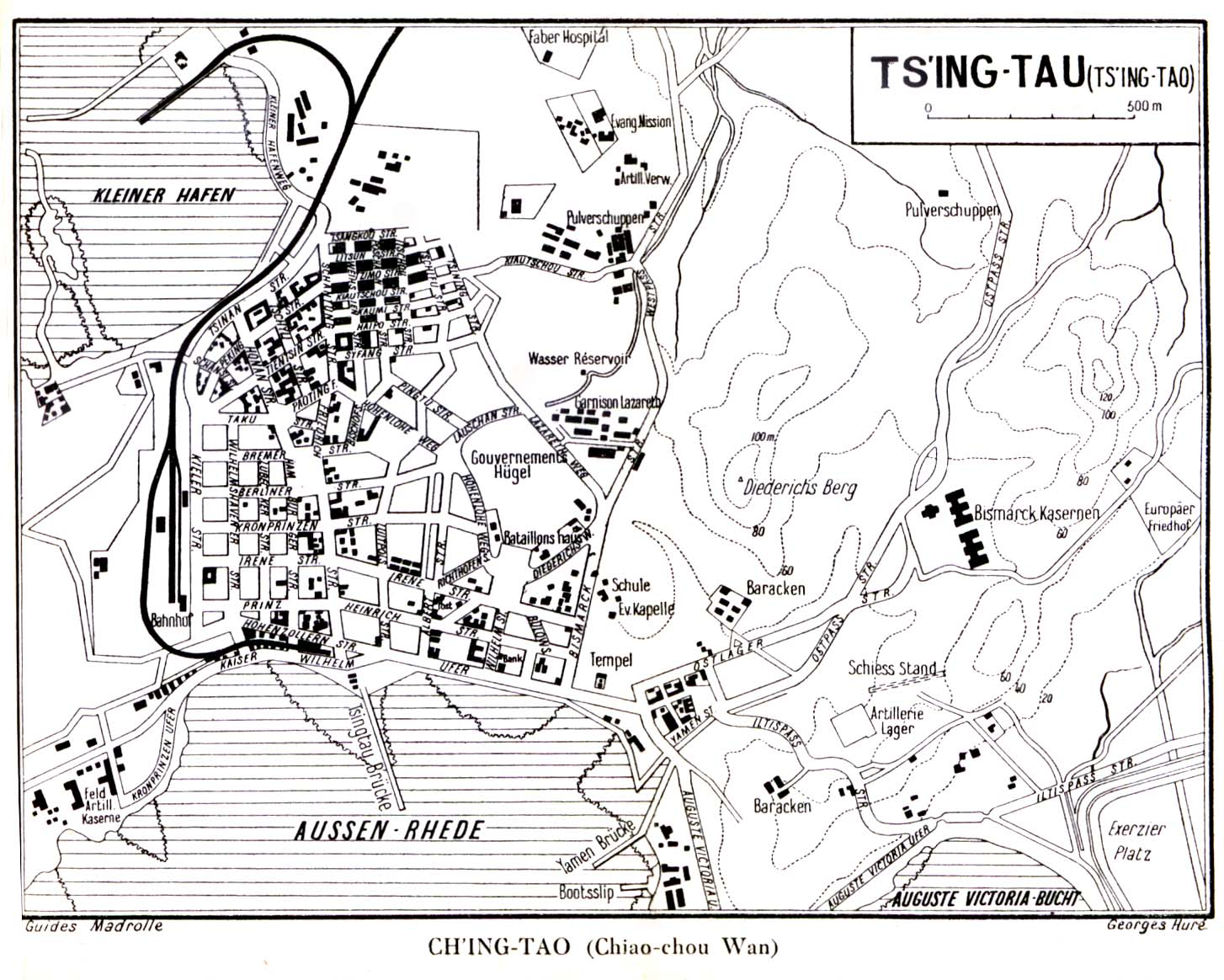
1912年，德国人绘制的青岛地图。圖中許多街道以德国名稱命名

當第一次世界大戰在歐洲爆發時，德國在遠東並未主動進行有意義的行動，因為它深陷入歐洲戰場。德國曾经试图将胶澳地区歸還中國，以避免落入日本手上，但是日本威胁中国不得接受这一返还。1914年8月23日，日本加入戰爭，並成為協約國的一員，開始攻擊德國在中國的据点，佔領了胶州湾租借地。
第一次世界大战爆发时，中華民國而北方段祺瑞政府虽在英国授意下欲对德宣战，但卻遭到日本與孫文等人的阻挠。3月14日，北京政府正式公告与德国断交（3月3日内阁会议决定）。直到1917年，日本在得到英国、美国、法国的保证，允许日本在战后继续保留前德国在华殖民地和利权的情况下，才同意中国在8月14日對德、奥宣戰（冯国璋《大总统布告》）。此后中国军队扣押了停泊在中国各港口内的德国和奥匈商船，并收復了德國在漢口和天津的租界。協約國在中国参战时，曾经保證中國在德國戰敗後能收回德国在华租借地和势力范围。但是因為孫文處心積慮拖延政府對德宣戰，導致西方國家認為中國在一次世界大戰無功勞，讓日本透過《凡爾賽條約》取代德國，佔領了青岛和山东半岛。在中國人民都感到被協約國欺騙的情緒下，激發了五四運動。
总体上，第一次世界大战给中德关系带来了巨大的伤害，特别是贸易方面。1913年时，在中国有近300个德国商号，但到了1919年，却只剩下2个。一戰期間，中國政府在英國等協約國的壓力之下，清理德華銀行等德國在華企業。1919年9月15日，中国宣布終結对德战争。

### 1920年－1949年
1921年5月20日，中華民國與德國在北京簽署《中德協約》，此為中華民國簽署的第一個平等條約，兩國恢復邦交。
1927年，北伐中的蔣中正聘請馬克斯·鮑爾等德國軍官為軍事顧問和教官。
1934年，前德國國防部部隊局長漢斯·馮·塞克特任國民政府軍事顧問團資深顧問。
1935年5月18日，駐德國公使館升格為中華民國駐德意志國大使館，並派駐大使。
1938年2月，納粹德國承認滿洲國，随后4月對中國禁運軍火、6月召回駐中國大使、7月撤出軍事顧問團。
1941年7月1日，納粹德國承認汪精卫國民政府。7月2日，重庆（蒋介石）国民政府宣布與納粹德國斷交；10日撤館。8月1日，中华民国交通部宣布终止和汉莎签订的合同，德方所有股权由交通部冻结，“欧亚航空”成为中国独资企业。12月7日，日本偷襲珍珠港，12月11日中華民國对納粹德國、大日本帝國及法西斯義大利宣戰，中德兩國正式進入战争狀態。

### 1949年－1990年
中華人民共和國在1949年10月1日成立後，東德在同年10月27日承認，并开始与苏联一起对中华人民共和国展开援助，成为仅次于苏联的中华人民共和国第二大援助国。西德则于1972年10月11日與中華人民共和國外交關係正常化。
1956年，陈祖涛为了采购汽车必需的零件和60辆奔驰轿车，与奔驰公司的代表在东德见了面，后来奔驰公司的代表还将陈祖涛和中华人民共和国对外贸易部的代表邀请到了西德，订单也顺利完成，这是中华人民共和国与联邦德国的第一次贸易。
同年，中华人民共和国国务院总理周恩来声明，欢迎中华人民共和国同联邦德国的关系正常化。西德在出现经济复苏后，需要开辟海外市场，加上中苏交恶的背景，开始寻求改善对华关系。1964年5月，中国驻瑞士大使馆和西德驻瑞士大使馆进行了参赞级接触暨首次官方接触。同年，时任联邦德国总理的艾哈德在访美期间发表声明称，西德无意与中華人民共和國签订贸易协定或建立外交关系。第一次接触就此结束。
1969年勃兰特上台后，开始推行“东方政策”。当时中苏关系紧张，勃兰特由于担心得罪苏联，会影响其“东方政策”，便决定“先苏后华”，要在《莫斯科條約》签订之后才同中華人民共和國建交。但当时在野的基民盟却通过决议，要求联邦政府和中華人民共和國尽快建立外交关系，不必考虑苏联的态度。1972年尼克松访华之后，基民盟领导人之一、时任联邦议院外委会主席施罗德提出了访华愿望。勃兰特政府也向中方发出了愿谈判建交的信息。由于施罗德是反对党人士，中国人民外交学会出面邀请施罗德在1972年7月14日到28日访華。
1972年7月，施罗德应邀访华，成为中华人民共和国成立后来访的首位西德重要政治家。施罗德在与国务院总理周恩来的谈话中表示，鉴于中美关系缓和，西德与苏联关系缓和，东西德准备加入联合国，两国关系正常化的时机已经成熟，联邦政府和在野党都主张两国就建交问题进行谈判。时任中华人民共和国外交部副部长乔冠华以外交学会副会长的名义与施罗德主席共同签署内部谅解，声明两国政府都有早日建交的愿望，并商定通过双方驻第三国的外交代表进行必要的准备工作。
7月22日，新华社驻波恩分社社长王殊被紧急召回北京并受到中国共产党中央委员会主席毛泽东接见。8月，中国外交部授权王殊为中方谈判全权代表，德方谈判全权代表是西德外交部政治司司长冯·史塔登。8月17日上午，时任中国驻东德使馆二等秘书兼新闻专员的梅兆荣偕一名机要员和一名报务员，带着四百多斤的收发报设备，乘坐一辆大众牌面包车穿过东西柏林之间的查理检查站，前往西柏林机场。在西德外交部官员的陪同下，梅兆荣一行飞抵科隆，然后乘车前往波恩，当晚六点便和北京建立了通讯联系。8月18日至9月25日，双方就建交相关的问题进行了八轮会谈，进展总体顺利。29日，双方代表草签了建交公报。10月，联邦德国副总理兼外长瓦尔特·谢尔应邀访华。10月11日，中華人民共和國外交部部长姬鹏飞和谢尔分别代表两国政府在北京签署中德建交公报。

### 1990年至今

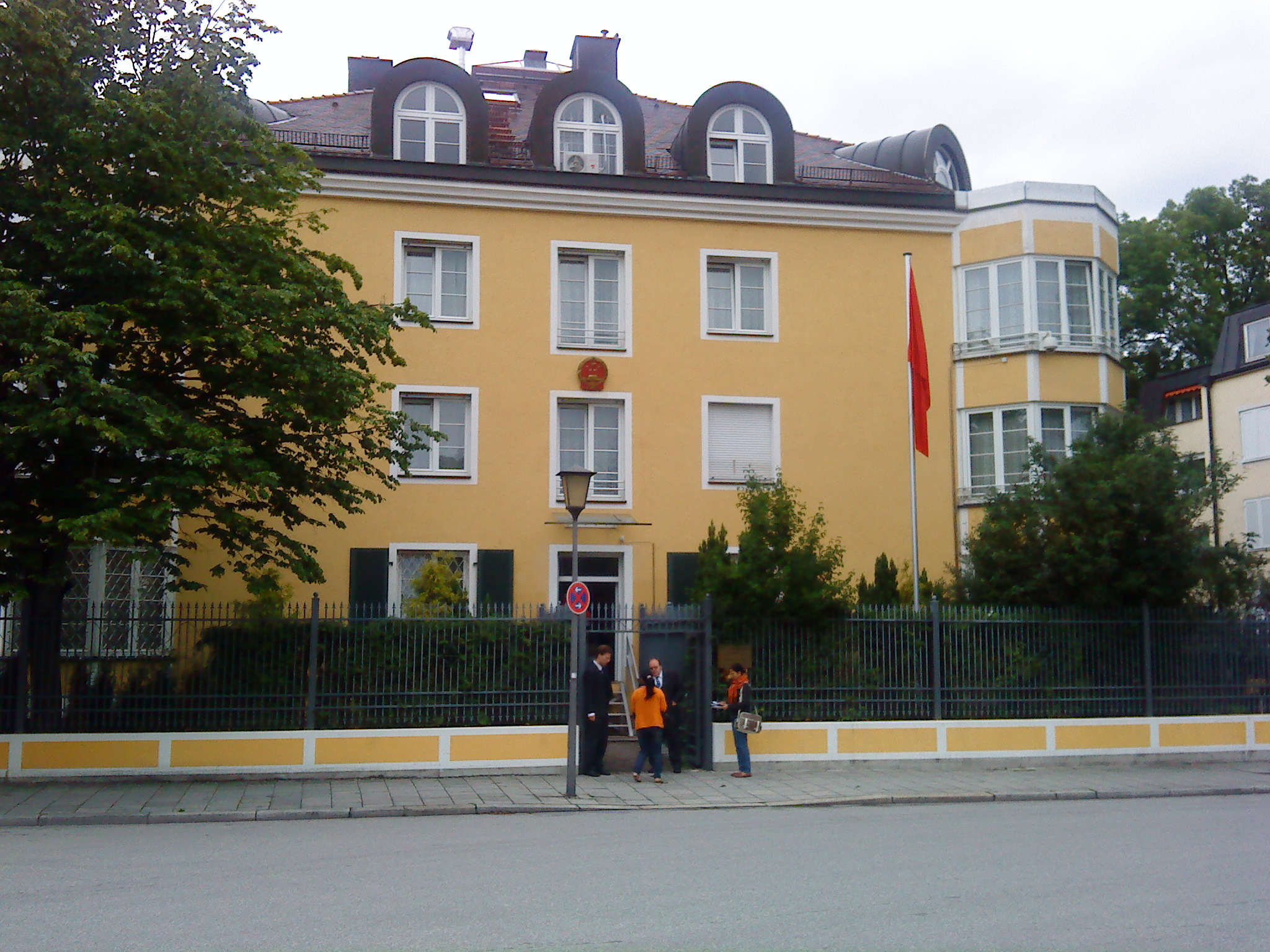
中国駐慕尼黑總领事馆

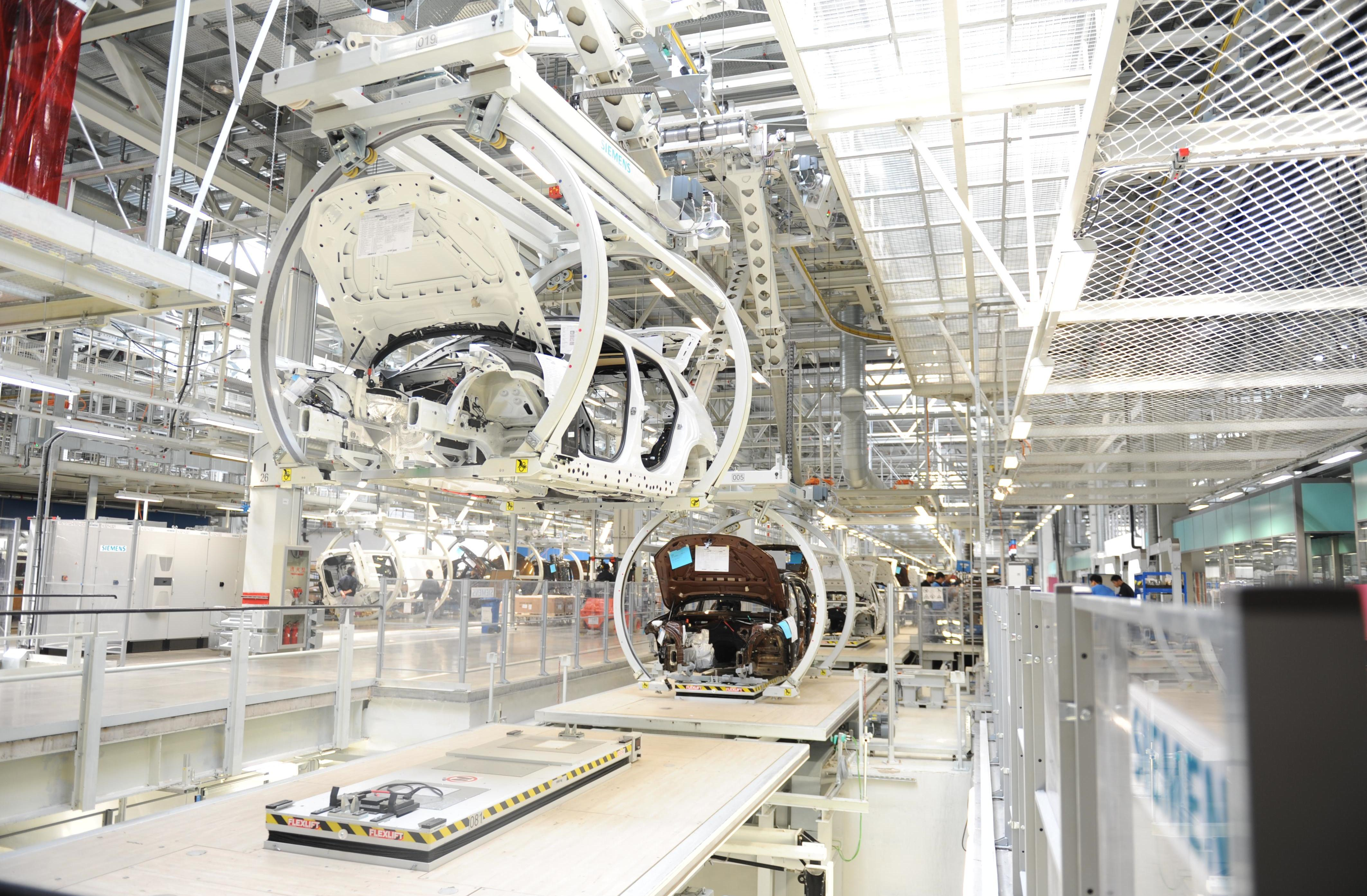
中德装备园的BMW廠

1990年10月3日兩德統一後，中華人民共和國繼續與德意志聯邦共和國保持友好關係。
2008年德國羅伯特·博世基金會創立中德媒體使者專案，並得到了德國前外交部部長弗蘭克-瓦爾特·施泰因邁爾博士的支持。通過該項目，羅伯特·博世基金會每年向年輕的中國和德國記者頒發十六份獎學金。獲得獎學金的兩國記者被邀請到對方國家逗留三個月。他們首先在與基金會合作的漢堡大學國際媒體中心，或北京清華大學參加為期一個月的培訓課程，然後在對方國家的媒體（出版社、廣播電台、電視台編輯部或網絡媒體）繼續為期兩個月的實習。同時他們也作為駐外記者為本國媒體進行新聞報導。該項目的獎學金金額為每月1,200歐元。
2017年總理默克爾在氣候變遷議題上的重要幕僚薩赫說：「我們的領袖明確體認到目前需要德國和中國共同領導，預料兩國在對抗氣候變遷方面將能強有力地合作」。德國總理默克爾任內已10次訪華，創下西方在任領導人訪華次數之最。2016年起中國大陸成為德國最大的貿易夥伴，中德貿易額佔中國與歐盟貿易總額的三分之一。
2022年11月4日，德国联邦总理朔尔茨应国务院总理李克强邀请，对中国进行正式访问，成为至2019冠状病毒病疫情以来首位访华的七国集团成员国国家领导人。
2023年4月，德国外长安娜琳娜·贝伯克访華。5月，中国国务委员兼外交部长秦刚访问德国。
2023年6月6日，德国社会民主党主席拉尔斯·克林拜尔访问中国并与中国国务院总理李强、全国政协主席王沪宁举行了会晤。6月7日，克林拜尔在社交媒体上表示，“中国是欧洲的一个重要伙伴”。
2023年6月14日，德国出台首份《国家安全战略》，在德国的《国家安全战略》中，把中国定义为“合作伙伴、竞争者和系统性对手”。
2023年6月18日至21日，中国国务院总理李强访问德国，这是李强就任中国国务院总理以来的首次出访。19日，李强受到德国总统弗兰克-瓦尔特·施泰因迈尔的会见。20日上午，李强和德国总理奥拉夫·朔尔茨共同主持第七轮中德政府磋商会，20日下午，中国总理李强和德国总理朔尔茨共同出席第十一届中德经济技术合作论坛和中德企业家圆桌会。在德访问期间，李强还同德国工商界代表举行座谈会，参观宝马世界，西门子公司总部。
2023年7月，据德国《商报》报导，德国联邦宪法保卫局认定中共中央对外联络部应被“视为中国情报机构的一部分"，指出德国政界人士及行政部门员工如与中联部及其人员接触，将可能触犯德国《刑法》第99条之规定（属于情报人员活动的刑事犯罪）。理由是该局认定“中联部事实上也像中华人民共和国的情报部门一样运作”。
2024年4月25日至27日，德国巴伐利亚州州长、基督教社会联盟党主席马库斯·索德尔访问中国大陆，期间到访四川省成都市和北京市，并在北京受到中国国务院总理李强的接见。
2024年4月14日至16日，应中国国务院总理李强邀请，德国联邦总理朔尔茨携同环境、农业、交通3名内阁部长及包括多个企业高管的经济代表团访问中国。14日参观了重庆市，15日到上海市并在同济大学发表演讲，16日上午于北京会见国家主席习近平。
2025年7月，德國政府指控有一艘中國軍艦無故使用激光瞄準一架正在參與歐盟在紅海的護航行動「阿斯皮斯行動」的飛機，危害該架飛機的安全，並召見中國大使以表達抗議。

## 经贸
2023年，德国和中国的双边贸易额达2531亿欧元，中国连续第八年成为德国最大贸易伙伴国，但与2022年相比，2023年中德双边贸易额下降了15.5%。2021年，中国是德国最大贸易伙伴，同时德国也是中国在欧洲的最大贸易伙伴。中国是德国最大进口来源国，第二大出口目的地国，2021年，中德双边货物贸易额达2454亿欧元。截至2019年，德国在华累计设立企业达到10834家，累计实际投资额350.5亿美元，德国是欧盟对中国直接投资最多的国家，投资主要集中在化工、石油、橡胶和塑料，工业、电气和电子机械，运输制造业等领域。而中国累计对德国直接投资达142.3亿美元，德国是中国对外直接投资第三大欧洲目的国。2024年1-3月，美國超越中國，成為德國最大貿易伙伴。

## 投资
2023年，在德国整体对外国直接投资额从2022年的1700亿欧元，下降为去年的1160亿欧元的情况下，2023年德国对中国的直接投资增长了4.3%，达到119亿欧元，创下历年最高纪录。对华投资占德国整体对外国直接投资额的10.3%。
2022年10月26日经过争议和谈判后德国内阁批准了中远集团参股汉堡港集装箱码头的相关投资案，但参股份额由原计划的35%降至24.9%，且限制中远集团对码头的战略及人事业务的参与。基于新入股协议的各种限制，中远集团未明确表示是否会继续完成参股行动。2023年4月12日，汉堡港福地码头被德国信息技术安全局列为关键基础设施。2023年5月10日，德国政府正式批准中远集团以最高参股份额为24.99%的条件下入股德国汉堡港。

## 轶事
在1972年中华人民共和国与联邦德国建交谈判时，德方要求中方确认西柏林及其公民对外由联邦德国政府代表，并且希望由书面文件确认。中方鉴于国际上对西柏林地位有争议，包括美英法三个占领国也不承认西柏林是联邦德国的“宪法组成部分”，自然也不能在法律上承认，但表示中国在具体问题上将按照实际存在的状况处理。对中方的这个表态，德方原则上表示“满意”，但仍要求签署书面文件，以便向议会交代，中方不同意。最后达成的妥协是：在草签公报时，德方宣读中方在谈判中口头表达的立场，中方不予反驳，宣读的措辞事先经中方认可。
在中德建交谈判时，西德曾提出其国名“Bundesrepublik Deutschland”的译名不应为“德意志联邦共和国”，而是“德国联邦共和国”，因为“Deutschland”是名词，而“Deutsch”是形容词。作为中方代表助手（后担任驻德大使）的梅兆荣指出，“德意志联邦共和国”这一译名已得到公认，“Deutschland”翻译为“德国”没有问题，而“德国联邦共和国”不符合中文的习惯。随后，德方又提出参照波兰（Poland），以“德意志兰联邦共和国”作为译名，梅兆荣亦表示反对。之后，德方代表在正式谈判时明确表示，德方放弃修改国名中文译法的意见，但希望中方今后在正式文件中，提到联邦德国时按照《德意志聯邦共和國基本法》的规定书写。

### 引用
1. ↑  . 中华人民共和国外交部. 2024-02-02  [2024-02-29]. （原始内容存档于2022-02-15）.
2. ↑  .   [2017-07-05]. （原始内容存档于2019-02-20）.
3. ↑  Kirby, William, 《德国与中华民国》第11页，史丹福大学出版社, 1984年(ISBN 0804712093)。译者按：1900年7月27日，威廉二世的言论原文为："Ihr sollt schweres Unrecht suenen. Ein Volk, das, wie die Chinesen, es wagt, tausend jaehrige alte Voelkerrechte umzuwerfen und der Heiligkeit der Gesandten und der Heiligkeit des Gastrechts in abscheulicher Weise Hohn spricht, das ist ein Vorfall, wie er in der Weltgeschichte noch nicht vorgekommen ist..." （“你们应该对不公正进行报复。像中国人这样，悍然置千年固有的国际法于不顾，以令人发指的方式嘲弄外国使节和客人的神圣不可侵犯性，这样的事件，在世界史上还没有过先例...你们如果遇到敌人，就把他杀死，不要留情，不要留活口。谁落到了你们手里，就由你们处置。就象数千年前埃策尔国王靡下的匈奴人在流传迄今的传说中依然声威赫赫一样，德国的声威也应当广布中国，以至于再不会有哪一个中国人敢于对德国人侧目而视……”）
4. ↑  Chen, Yin-Ching，《民法的發展: 中國大陸和臺灣》，第8頁、《東方亞洲事務 （页面存档备份，存于）》，《史丹福日報》，2002年春季，第2卷
5. ↑  Chen, Yin-Ching，《民法的發展: 中國大陸和臺灣》，第9頁
6. ↑  Kirby, William, 《德國與中華民國》
7. ↑  .   [2009-04-24]. （原始内容存档于2009-03-15）.
8. ↑  Ellis, Howard S，《法國和德國在中國的投資》，第12頁，檀香山，1929年
9. ↑  . cross-currents.berkeley.edu.   [2016-06-25]. （原始内容存档于2016-03-05）.
10. ↑  . 國立故宮博物院. 2011年  [2016-02-19]. （原始内容存档于2015-09-08）.
11. ↑  . 人物. 2009-10-10  [2020-04-05]. （原始内容存档于2020-11-05）.
12. 1 2 3 4  . 中华人民共和国外交部. 2002-10-22  [2021-11-07]. （原始内容存档于2021-11-07）.
13. 1 2 3 4 5 6 7  . 北京周报. 2017-10-12  [2021-11-07]. （原始内容存档于2021-11-07）.
14. ↑  .   [2017-07-05]. （原始内容存档于2017-07-04）.
15. ↑  Welle (www.dw.com), Deutsche. . DW.COM.   [2022-10-28]. （原始内容存档于2022-11-12） （中文（中国大陆））.
16. ↑  . BBC News 中文.   [2022-11-04]. （原始内容存档于2022-11-17） （中文（简体））.
17. ↑  . www.mfa.gov.cn.   [2023-05-11]. （原始内容存档于2023-05-11）.
18. ↑  Welle (www.dw.com), Deutsche. . DW.COM.   [2023-05-11]. （原始内容存档于2023-05-17） （中文（中国大陆））.
19. ↑  Welle (www.dw.com), Deutsche. . DW.COM.   [2023-06-07]. （原始内容存档于2023-06-16） （中文（中国大陆））.
20. ↑  王静. . www.banyuetan.org.   [2023-06-07]. （原始内容存档于2023-06-07）.
21. 1 2  Welle (www.dw.com), Deutsche. . DW.COM.   [2023-06-19]. （原始内容存档于2023-06-19） （中文（中国大陆））.
22. 1 2  Welle (www.dw.com), Deutsche. . DW.COM.   [2023-06-21]. （原始内容存档于2023-06-29） （中文（中国大陆））.
23. ↑  . www.mfa.gov.cn.   [2023-06-21]. （原始内容存档于2023-06-21）.
24. ↑  . www.mfa.gov.cn.   [2023-06-21]. （原始内容存档于2023-06-21）.
25. ↑  . www.mfa.gov.cn.   [2023-06-21]. （原始内容存档于2023-06-22）.
26. ↑  . www.mfa.gov.cn.   [2023-06-21]. （原始内容存档于2023-06-21）.
27. ↑  RFI. . RFI.   [2024/1/13]. 原始内容存档于2023-08-23.
28. ↑  . news.ifeng.com.   [2024-03-28]. （原始内容存档于2024-03-31） （中文）.
29. ↑  . www.mfa.gov.cn.   [2024-03-28]. （原始内容存档于2024-03-28）.
30. ↑  王玉西. . news.cctv.com.   [2024-04-17]. （原始内容存档于2024-05-02）.
31. ↑  . RFI - 法国国际广播电台. 2024-04-09  [2024-04-17]. （原始内容存档于2024-04-17） （中文（简体））.
32. ↑  . Radio Free Asia.   [2024-04-17]. （原始内容存档于2024-04-24） （中文（中国大陆））.
33. ↑  . paper.people.com.cn.   [2024-04-17]. （原始内容存档于2024-04-17）.
34. ↑  . RFI - 法國國際廣播電台. 2025-07-08  [2025-07-09] （中文（繁體））.
35. ↑  . dw.com.   [2025-07-09] （中文）.
36. ↑  . finance.people.com.cn.   [2024-02-16]. （原始内容存档于2024-02-24）.
37. ↑  . de.mofcom.gov.cn.   [2022-08-14]. （原始内容存档于2022-08-14）.
38. ↑  . m.21jingji.com.   [2022-08-14]. （原始内容存档于2022-08-14）.
39. ↑  . de.china-embassy.gov.cn.   [2022-08-14]. （原始内容存档于2022-08-14）.
40. ↑  . dw.com. 2024-05-10  [2024-05-13]. （原始内容存档于2024-05-13） （中文）.
41. ↑  Welle (www.dw.com), Deutsche. . DW.COM.   [2024-02-16]. （原始内容存档于2024-04-15） （中文（中国大陆））.
42. ↑  Welle (www.dw.com), Deutsche. . DW.COM.   [2022-10-28]. （原始内容存档于2023-01-24） （中文（中国大陆））.
43. ↑  Welle (www.dw.com), Deutsche. . DW.COM.   [2022-10-28]. （原始内容存档于2022-11-12） （中文（中国大陆））.
44. ↑  Welle (www.dw.com), Deutsche. . DW.COM.   [2023-06-07]. （原始内容存档于2023-05-18） （中文（中国大陆））.
45. ↑  Welle (www.dw.com), Deutsche. . DW.COM.   [2023-06-07]. （原始内容存档于2023-05-13） （中文（中国大陆））.

## 外部連結
| - 中國駐德國大使館官方網站（简体中文）（德文） - 中國駐德國大使館經濟商務處官方網站（简体中文） - 中國駐漢堡總領事館官方網站（简体中文）（德文） - 中國駐漢堡總領事館經濟商務處官方網站（简体中文） - 中國駐慕尼黑總領事館官方網站（简体中文）（德文） - 中國駐慕尼黑總領事館經濟商務處官方網站（简体中文） - 中國駐法蘭克福總領事館官方網站（简体中文）（德文） - 中國駐法蘭克福總領事館經濟商務處官方網站（简体中文） - 中國駐杜塞爾多夫總領事館官方網站（简体中文）（德文） | - 德國駐華大使館官方網站（简体中文）（德文） - 德國駐上海總領事館官方網站（简体中文）（德文） - 德國駐廣州總領事館官方網站（简体中文）（德文） - 德國駐成都總領事館官方網站（简体中文）（德文） - 德國駐瀋陽總領事館官方網站（简体中文）（德文） - 德國駐香港總領事館官方網站（英文）（德文） |